# Suzana Ćebić
Suzana Ćebić (serbisch-kyrillisch Сузана Ћебић; * 9. November 1984 in Požega) ist eine serbische Volleyballspielerin.

## Karriere
Suzana Ćebić spielte zunächst bei OK Jedinstvo Užice. Von dort wechselte sie in die spanische Liga zu OK Tenerife Marichal. Bis 2010 spielte sie in Rumänien bei CSU Metal Galați. Anschließend wurde die Libera vom deutschen Bundesligisten VfB 91 Suhl verpflichtet. 2012 wechselte sie nach Aserbaidschan zu Rabita Baku, wo sie bei der Klub-Weltmeisterschaft in Doha die Silbermedaille gewann. 2013 ging sie zum Lokalrivalen Lokomotiv Baku. 2014 kehrte Ćebić zurück nach Rumänien zu CSM Târgoviște. Nach einer Saison in China bei Peking BAW spielte sie 2016/17 erneut bei CSM Târgoviște. 2017/18 war sie bei CSM Bukarest und 2018/19 bei CS Volei Alba-Blaj aktiv.
Suzana Ćebić wurde als beste Libera der Weltmeisterschaft 2006 nominiert, bei der Serbien und Montenegro die Bronzemedaille gewann. Mit Serbien gewann Ćebić bei der Europameisterschaft 2007 die Silbermedaille und belegte 2008 bei den Olympischen Spielen in Peking den fünften Platz. 2011 wurde sie im eigenen Land Europameisterin. Bei den Olympischen Spielen 2012 in London wurde sie sieglos Elfte. 2015 gewann Ćebić bei der Europameisterschaft in Belgien und den Niederlanden die Bronzemedaille.